# 陳國華 (香港)

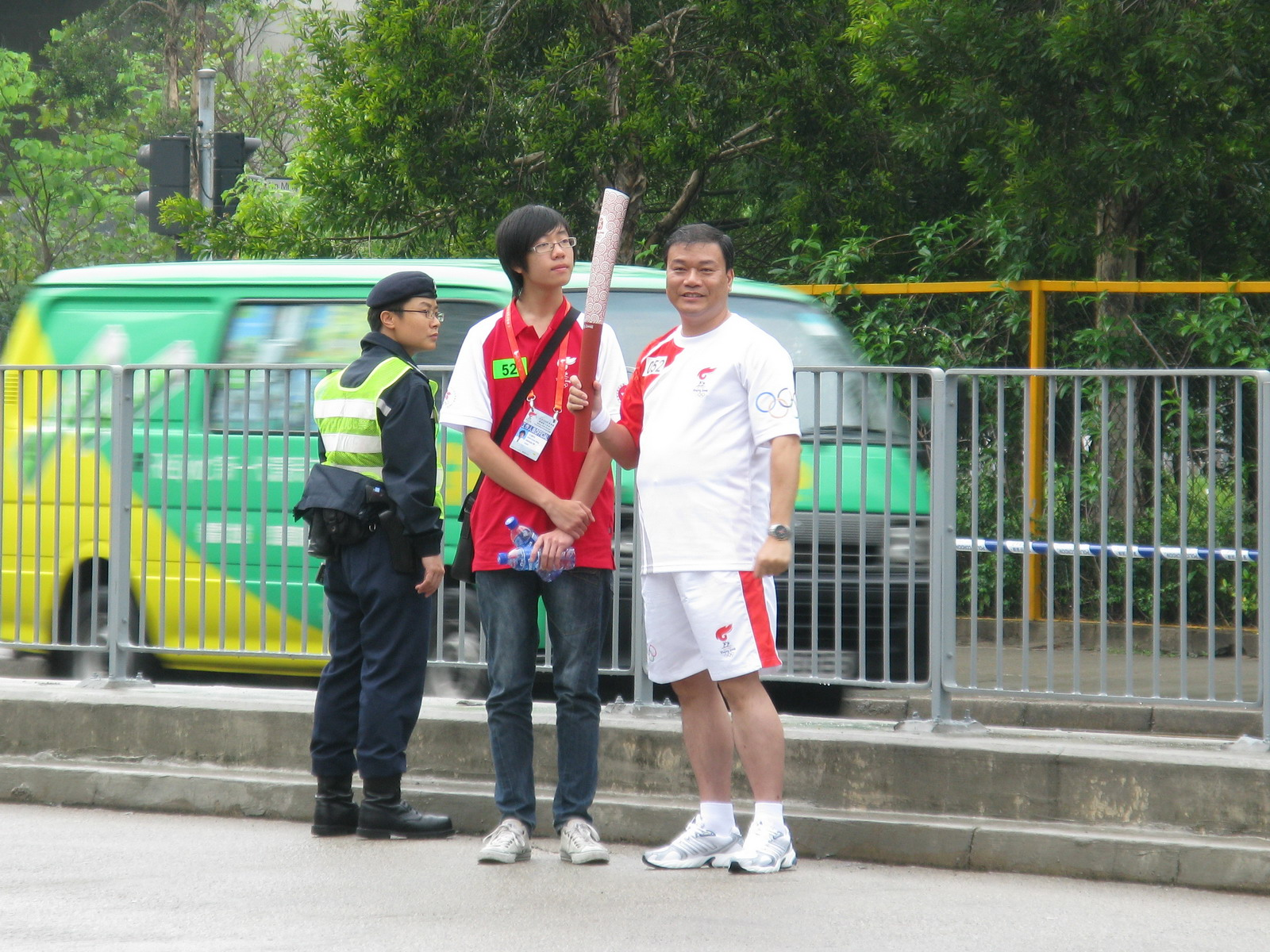
陳國華（持火炬者）

陳國華，BBS，MH（1957年4月16日—），前任觀塘區牛頭角上邨（牛頭角）區議員，民建聯觀塘區支部主席，1994年9月初次當選為觀塘區議員，1995年3月在補選中落敗。於1999年香港區議會選舉擊敗民主黨的黃偉達當選，並於2003年香港區議會選舉、2007年香港區議會選舉和2011年香港區議會選舉自動當選連任。
他曾於2004年獲行政長官頒發行政長官社區服務獎狀，2008年5月在北京2008年奧運會香港區火炬接力中擔任火炬手。

## 外部連結
- 民建聯網站
- 1999年區議會選舉結果(觀塘區)
- 2003年區議會選舉結果(觀塘區)
- 2007年區議會選舉結果(觀塘區)

| 前任： 首任   | 觀塘區議會下牛頭角選區 1994年—1995年 | 繼任： 黃建文 |
| 前任： 黃建文 | 觀塘區議會下牛頭角選區 1999年—2003年 | 繼任： 末任   |
| 前任： 首任   | 觀塘區議會牛頭角選區 2004年—2019年   | 繼任：        |